# Diecezja N’Dali
Diecezja N'Dali (łac.: Dioecesis Ndaliensis) – rzymskokatolicka diecezja  w Beninie, podlegająca pod Archidiecezję Parakou.
Siedziba biskupa znajduje się przy Katedrze w Ndali.